# Islas Malvinas (Chile)
Las islas Malvinas son un pequeño grupo de islas ubicadas en el lado chileno del lago Buenos Aires/General Carrera, en la Región de Aysén. Se encuentran en frente del Puerto Eulogio Sánchez en la comuna de Río Ibáñez.

## Enlaces externos

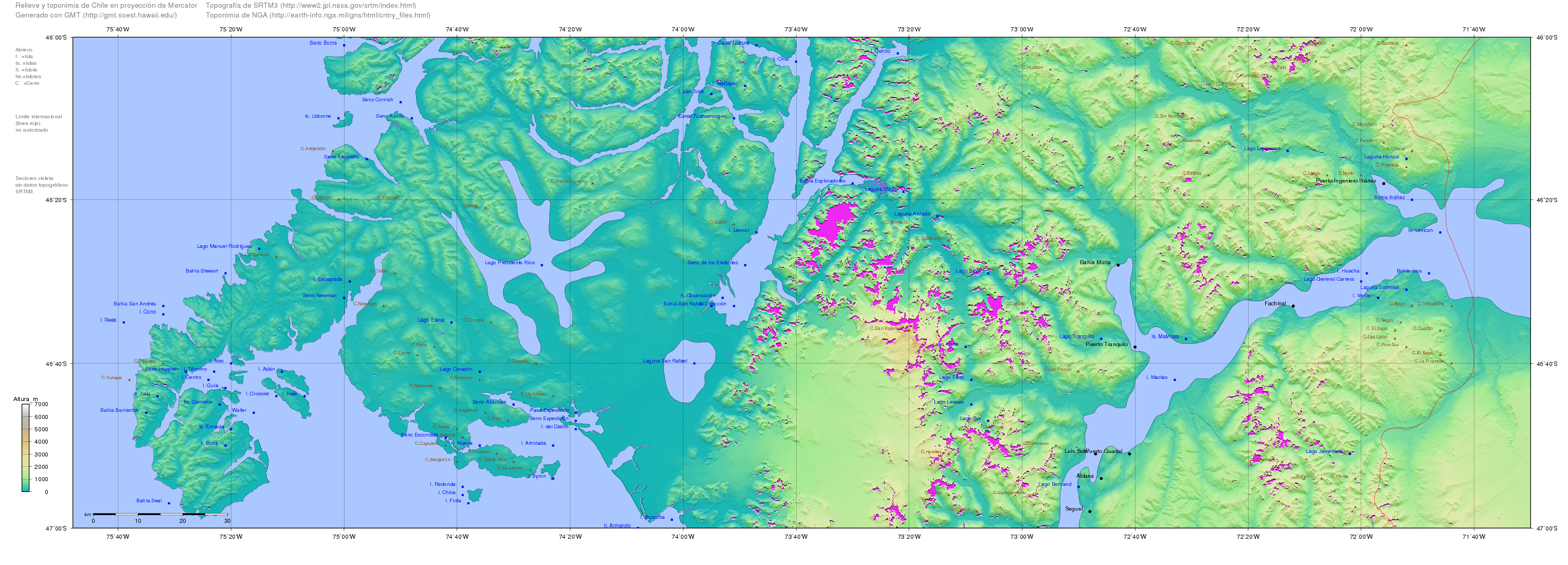
Ver Mapa de Chile.